# CSI: 마이애미

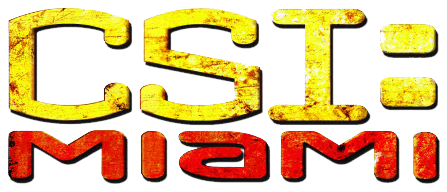

CSI: 마이애미(CSI: Miami)는 미국 CBS에서 방영된 CSI과학수사대의 두 번째 과학수사 관련 텔레비전 시리즈다. 미국내 시청률 1, 2위를 다투는 CBS의 인기 범죄 수사물로, 2000년에 미국에서 《CSI과학수사대》가 첫 방송된 이후 큰 반향을 불러일으키자 2002년엔 배경과 주인공을 바꾼 유사 시리즈 《CSI: 마이애미》가 탄생되었다. 두 편 모두 《아마게돈》과 《진주만》 등 할리우드 흥행 대작을 만들어온 제리 브룩하이머가 제작했다.
대한민국에서는 MBC에서 2004년 1월부터 6월까지 시즌 1을 방송했으며, 2005년 6월에 시즌 2, 2006년 8월에 시즌 3, 2007년 6월에 시즌 4, 2008년 7월에 시즌 5, 2009년 6월에 시즌 6, 2010년 10월에 시즌 7, 2011년 5월에 시즌 8, 2012년 5월에 시즌 9, 2013년 4월에 시즌 10의 방영을 마쳤다. CSI 시리즈 중에 대한민국 MBC에서 유일하게 전 시즌을 방영하였다.
현재 본 프로그램 시즌은 2011년에 방영되었던 시즌 10을 끝으로 종영 되었다.

## 제작
- 제리 브룩하이머

## 등장인물
- 데이비드 카루소 - 호라시오 케인(Horatio "H" Caine), 3급 감식 수사관 (반장).

마이애미 범죄수사국 경위. 방화, 폭발사건 전문이며, 다양한 관점에서 사건을 분석하는데 능하다. 마이애미 출신. 어머니로부터 진정한 힘은 지혜이지 주먹이 아니라고 배웠다. 어머니가 마약밀매상에게 살해당하자 경찰을 도와 사건을 조사하여 가해자를 찾아내었고, 가해자는 법에 따라 종신형을 받았다. 이 사건을 계기로 경찰학교에 진학했으며, 과학 수사에 관심을 갖게 되어 마이애미 주립대학교에서 화학을 공부했다. 
 본능적인 육감에 근거한 수사 방식을 선호한다. 논리적인 사고로 사건의 진상을 규명한다. 성격이 조용하고 온화하지만, 사건 용의자에게는 수사관이라는 직업에 충실하기 위해 엄격하게 심문하여 진실을 밝힌다. 아들 카일이 독립할 나이가 되자 CSI에서 타라 프라이스 검시관에게 일을 배우도록 하고, 집을 구해준다. 이후 카일은 해외로 파병을 떠났다.
- 에밀리 프록터 - 캘리 듀케인(Calleigh Duquesne), 3급 감식 수사관.

물리학 전공, 탄도학 전문가로 루이지애나주 출신이며 그의 부친과 모친 모두 알코올 의존증 환자였다. 총기류에 해박한 지식을 갖고 있어 별명이 'Bullet Girl'이다. CSI 내에서의 서열은 대략 호라시오 케인 바로 아래. 호라시오의 부재 시 임시 반장의 역할을 수행하기도 한다,
- 애덤 로드리게스 - 에릭 델코(Eric Delko), 3급 감식 수사관.

1970년대 공산국가인 쿠바로 파견된 소련인 엔지니어인 아버지와 쿠바 출신 어머니 사이에서 태어난 에릭은 쿠바인 공동체에서 자비를 실천해온 어머니의 영향으로 남을 돕는 삶이 가치 있는 삶이라고 생각하여 경찰학교에 진학하였다. 경찰학교 학생 때 수영 선수 시절 익혀온 실력을 십분 발휘하여 수중 구조작업에 발군의 실력을 발휘한다. 엘리트 경찰인 에릭의 호기심과 직관력을 발견한 호라시오가 반장 직을 맡자마자 에릭을 과학수사대원으로 임명한다. 플로리다의 모든 수로를 아는 수중 수색 전문가로, 해양 휴양지가 발달한 플로리다의 지리적 특성상 중요한 몫을 담당하는 팀원인 그는 과학 수사대 중 막내다. 전문분야는 스페인어, 약물학등이라고 하나, 가장 인상 깊은 특기는 수중 탐색으로 원래 마이애미 데이드 경찰의 전문 다이버 출신이며 정의감이 강한 인물이다. 경찰이 되기전 견인차 기사로 일을 하였다. 그리고 그의 누나인 마라솔 델코 혹은 마라솔 델코 케인은 시즌 4에서 호라시오 반장과 러브라인을 조성하였지만 말라노체 조직의 우두머리인 안토니오 리야즈에 의해 살해를 당했다.
- 로리 코크레인 - 팀 스피들(Tim "Speed" Speedle), 3급 감식 수사관 (시즌 1 ~ 시즌 3, 시즌 6.)

시즌 3 초반에서 범인과의 총격전으로 순직하였다. 시즌 9에서 순직한 제시 카도자와는 동료 사이였다. 제시 카도자가 로스앤젤레스 경찰 (LAPD)로 근무지를 옮기기전 호라시오 반장에게 스피들을 소개 시켜주었다. 이후 라이언 울프가 후임으로 들어왔다.
- 조너선 토고 - 라이언 울프(Ryan Wolfe), 3급 감식 수사관 (시즌 3 ~ 시즌 10).

시즌 3에서 스피들 사후 사건 현장에서 만나게 된 경찰관으로 과학 수사대에 들어가고 싶어 틈틈이 공부를 해온 열정과 꼼꼼한 성격이 호라시오 반장의 호감을 사 영입되었다. 강박장애가 있는 라이언 수사관은 팀 내 막내였음에도 자기 위인 에릭에게 자주 대들어 갈등을 빚는 일이 있었으며, 뭔가 보여주겠다는 마음이 앞서 궂은일을 당하기도 한다.
- 에디 시브리언 - 제시 카도자(Jesse Cardoza), 2급 감식 수사관 (시즌 8 ~ 시즌 9)

과학 수사대가 창설되기 전 호라시오 밑에서 일하던 형사였지만 과학 수사대가 창설되자마자 그는 로스앤젤레스 경찰 (LAPD)로 근무지를 옮겼다. 시즌 8부터 다시 마이애미로 돌아와서 과학 수사대에 합류한다. 어려운 일을 겪는 동료를 돕는 인간적인 수사관이며, 평소엔 신사적이나 불의를 보면 참지 못하는 정의감이 강한 성격이다. 시즌 8 중반 마이애미로 근무지를 옮기기 전 로스앤젤레스, 마이애미에서 생긴 자신과 관련된 사건들을 호라시오와 에릭이 모두 해결해주었다. 하지만 시즌 8 마지막에서 용의자였던 대학교 교수가 과학수사대에 살포한 독성가스를 흡입하여 호흡곤란으로 쓰러졌고, 시즌 9 첫 에피소드에서 뇌출혈과 심장마비로 인해 순직하였다. 시즌 3에서 순직한 팀 스피들과는 동료 사이였다.
- 오마 벤슨 밀러 - 월터 시먼스(Walter Simmons), 1급 감식 수사관 (시즌 8 ~ 시즌 10)

루이지애나주 출신으로 미술품 도난 전문가이다. 경찰서 야간 근무자로 일하다가 시즌 8부터 호라시오 팀에 합류하게 되었다. 뚱뚱하고 여린 외모라 끈기가 없어 보이지만, 자신이 맡은 일에 대해서는 끝까지 파고들어 뭔가를 얻어내고자 하는 성격이다.
- 에바 라루 (Eva La Rue) -  나탈리아 보아 비스타(Natalia Boa Vista), 1급 감식 수사관 (시즌 4 ~ 시즌 10)

전문 분야는 미해결 사건과 DNA 분석으로 前 FBI 수사관 출신이며 시즌 5에서 전 남편과 이혼하였다.
- 렉스 린 -  프랭크 트립(Frank Tripp), 마이애미 데이드 경찰 강력계 형사.

호라시오 반장의 친구 겸 CSI 시리즈에서 빠질 수 없는 형사 캐릭터다. 강력계 형사가 되기 전 순찰대원으로 있었다.
- 칸디 알렉산더 - 알렉스 우즈(Alexx Woods), 前 검시관, 현 병원 응급실 레지던트. (시즌 1 ~ 시즌 8)

6남매의 맏이로 태어난 알렉스는 맞벌이로 바쁜 부모를 대신하여 어린 동생들을 돌보며 자랐다. 어려서부터 깔끔하게 정돈된 것을 좋아하고 남을 배려하고 돌보는 것을 좋아하는 그녀에게 의사만큼 어울리는 직업도 없었다. 의학대학 재학 시절 그녀는 학교에서 수석을 다투는 우등생이었다. 플로리다 주의 마이애미-데이드 경찰서의 제안으로 검시의 생활을 시작하게 된다. 처음 보는 사람들은 시체에 말을 거는 그녀의 태도를 보고 정신 나간 것으로 생각하기도 하지만, 그녀에게 모든 시체는 환자일 뿐이다. 누구보다 자신의 일을 사랑하고, 남에게 너그럽지만, 일에는 빈틈없는 성격이다. 시즌 6에서 불미스러운 일로 과학 수사대에서 퇴직을 하였지만, 시즌 7, 8에서는 응급실 레지던트로 일하고 있다. 연기에 질식되어 용의자 심문 도중에 쓰러진 캘리와 경찰과 추격전 도중 총상을 입은 에릭의 치료 및 수술을 한 인물이기도 하다.
- 메걸린 에치쿤워케 - 타라 프라이스(Tara Price), 前 검시관 (시즌 7)

시즌 6에서 퇴임한 알렉스 후임으로 들어온 검시관이었으나 시즌 7 마지막에서 불미스러운 사건으로 결국 구속되었다.
- 크리스천 클레먼슨 (Christian Clemenson) 톰 로먼(Tom Loman), 검시관 (시즌 8 ~ 시즌 10)

시즌 7에서 불미스러운 일로 구속된 검시관 타라 프라이스의 후임으로 들어온 남자 검시관이다. 무시무시한 검시소 분위기 속에서도 본인은 이 일에 만족해하면서 사건을 처리한다. 에피소드 "Kill Clause"에서는 검시해야 할 시체가 해부용으로 학교에 안치된 것을 순간적으로 역이용해 공개 검시 강의를 펼치며 순조로운 수사 진행을 이끌었다. 또한 '제시 카도자' 요원을 검시하면서 '케인 반장'이 창문을 깨고 할론 가스를 반출하라는 명령을 내리지 않았다면 연구소 직원 모두를 검시하게 됐을 것이라고 언급한 바 있다.
- 소피아 밀로스 - 옐리나 살라스(Yelina Salas), 레이몬드 케인의 아내 (시즌 2 ~ 시즌 7).

시아주버니인 호라시오와 러브라인이 조성될 뻔하다가 마리솔의 등장으로 러브라인이 조성되지는 못했다.
- 킴 덜레이니 - 메건 도너(Megan Donner), 1급 감식 수사관 (시즌 1).

前 마이애미 데이드 범죄 수사국 주간 부문 국장 (후임자가 케인 반장)으로 활동했었으나 남편이 살인 사건에 관련된 것에 충격을 받아 급히 퇴직하여 종적을 감춘 상태이다. 다른 수사관들과 관계상 약간의 마찰이 있었다.
- 보티 블리스 (Botty Bllis) - 맥신 발레라(Maxine Valera), DNA 분석관 (시즌 2 ~ 시즌 7)

시즌 2부터 등장했지만 범죄 피해자의 정보를 범죄자 데이터베이스에 실수로 입력한 책임을 추궁 당하고 정직되었다. 이후 시즌 4에서 복귀하지만 시즌 8 이후에서는 등장하지 않는다.
- 조니 휫워스 (Johnny Whitworth) - 제이크 버클리(Jake Berkeley), 마이애미 데이드 경찰 강력계 위장 잠입 전문 형사 (시즌 5 ~ 시즌 8)

前 ATF 출신 강력계의 위장 잠입 전문 형사이다. 캘리와는 옛 연인 관계이다.
- 데이비드 리 스미스 (David Lee Smith) - 릭 스테틀러(Rick Stetler), 마이애미 데이드 경찰 내사과 형사 (시즌 2 ~ 시즌 8)

호라시오와 같은 SWAT 경찰특공대 출신이며 폭탄 전문가. 시즌 8 마지막에서 레베카 네빈스 플로리다주 검사를 살해하고 증거물 보관소에 있던 압수된 보석과 차량을 몰래 밀반출하여 라이언에게 뒤집어 씌우려다 이 일에 연루된 한 순경이 이 일과 관련된 범인을 지목하고 결국 순경의 자백으로 인해 자신의 범행이 드러나자 구속되었다.
- 크리스티나 창 - 레베카 네빈스(Rebecca Nevins), 플로리다주 검찰청 검사 (시즌 3, 시즌 6, 시즌 8)

호라시오와 깊은 친분관계를 가진 플로리다주 검찰청의 여검사였다. 시즌 8에서 에릭은 과학 수사대를 떠나 있는 동안 레베카 검사 밑에서 일을 하였다. 증거물 보관소에 있던 압수된 물품들이 하나둘씩 없어지는 것에 대한 수사를 하던 도중 에릭을 만나려고 하는 순간 릭 스테틀러가 준비한 폭탄차량이 폭파하면서 순직하였다.

## 드라마와 CSI: 마이애미의 차이
- 드라마에서는 마이애미에서 CSI 과학 수사대원들이 용의자를 심문하지만, 현실 속의 수사대원들은 용의자 심문을 하지 않는다. 수사대원들이 하는 일은 용의자 심문이 아니라 증거자료수집으로 범죄수사를 하는 것이다. 또한, 마이애미 해안가에 있는 범죄자들을 수사하여 범죄감식에 이르는 수사력을 수행하고 있다.

## CSI:Miami season 방송일 (미국기준)
- CSI:Miami season 1 2002/9/23
- CSI:Miami season 2 2003/9/22
- CSI:Miami season 3 2004/9/20
- CSI:Miami season 4 2005/9/19
- CSI:Miami season 5 2006/9/18
- CSI:Miami season 6 2007/9/24
- CSI:Miami season 7 2008/9/22
- CSI:Miami season 8 2009/9/21
- CSI:Miami season 9 2010/10/03
- CSI:Miami season 10 2011/9/25

## 트라비아
- CSI: 마이애미 중 쓰나미로 인한 사건을 담은 시즌 3, 에피소드 7편은 2004년 인도양 지진해일이 일어나기 6주 전 방송되었다. (미국 기준 2004년 11월 8일)

## 한국판 방송

### MBC문화방송CSI 마이애미
- CSI 마이애미 시즌 1 : 2003년 11월 7일 - 2004년 5월 9일
- CSI 마이애미 시즌 2 : 2005년 1월 2일 - 2005년 6월 26일
- CSI 마이애미 시즌 3 : 2006년 1월 15일 - 2006년 8월 13일
- CSI 마이애미 시즌 4 : 2007년 3월 17일 - 2007년 6월 3일
- CSI 마이애미 시즌 5 : 2008년 3월 29일 - 2008년 7월 6일
- CSI 마이애미 시즌 6 : 2009년 1월 4일 - 2009년 6월 7일
- CSI 마이애미 시즌 7 : 2010년 5월 16일 - 2010년 10월 3일
- CSI 마이애미 시즌 8 : 2010년 11월 7일 - 2011년 5월 15일
- CSI 마이애미 시즌 9 : 2011년 11월 20일 - 2012년 5월 27일
- CSI 마이애미 시즌 10 : 2012년 11월 11일 - 2013년 4월 14일 (마지막 시즌)

### CSI 마이애미 한국판 성우 출연
- 양지운 (시즌 1 ~ 시즌 6), 신성호 (시즌 7 ~ 시즌 10) (호라시오 케인 役)
- 유은숙 (시즌 1), 김아영 (시즌 2 ~ 시즌 10) (캘리 드퀘인 役)
- 이상범 (팀 스피들 役, 시즌 1 ~ 시즌 3, 시즌 6)
- 이상훈 (제시 카도자 役, 시즌 8)
- 표영재 (시즌 1), 정재헌 (시즌 2 ~ 시즌 10) (에릭 델코 役)
- 표영재 (라이언 울프 役, 시즌 3 ~ 시즌 10)
- 전수빈 (월터 시먼스 役, 시즌 8 ~ 시즌 10)
- 엄현정 (나탈리아 보아 비스타 役, 시즌 4 ~ 시즌 10)
- 정남 (알렉스 우즈 役, 시즌 1 ~ 시즌 8)
- 박영희 (옐리나 살라스 役, 시즌 2 ~ 시즌 3)
- 최석필 (프랭크 트립 役, 시즌 1 ~ 시즌 10)
- 채의진 (맥신 발레라 役, 시즌 1 ~ 시즌 8)
- 오주연 (타라 프라이스 役, 시즌 7)
- 이윤연 (탐 로먼 役, 시즌 8 ~ 시즌 10)
- 기경옥 (사만다 役)
- 이정구 (맥 테일러 役) - 시즌 2, 시즌 4 뉴욕과 크로스에피에 출연
- 김기현 (레이몬드 랭스턴 박사 役) - 시즌 8 라스베이거스, 뉴욕과의 트리플 크로스에피에 출연

#### 다른 내용
- 문화방송 성우극회 회원동정 <CSI마이애미 시즌 3 녹음시작>[깨진 링크(과거 내용 찾기)]

## 관련 TV시리즈
- CSI: 과학수사대
- CSI: 뉴욕
- CSI: 사이버